# Ford TH!NK
El Ford TH!NK (o: Ford Think) era una línea de vehículos eléctricos producidos por TH!NK Mobility, entonces una empresa de Ford Motor Company. La línea de corta duración incluía cuatro modelos: TH!NK Neighbor y TH!NK City, pequeños automóviles eléctricos, y TH!NK Bike Traveler y TH!NK Bike Fun, bicicletas motorizadas eléctricas. Ford vendió sus acciones y la empresa resultante a Think Global, produjo coches eléctricos en Noruega hasta que se declaró en quiebra en 2011.

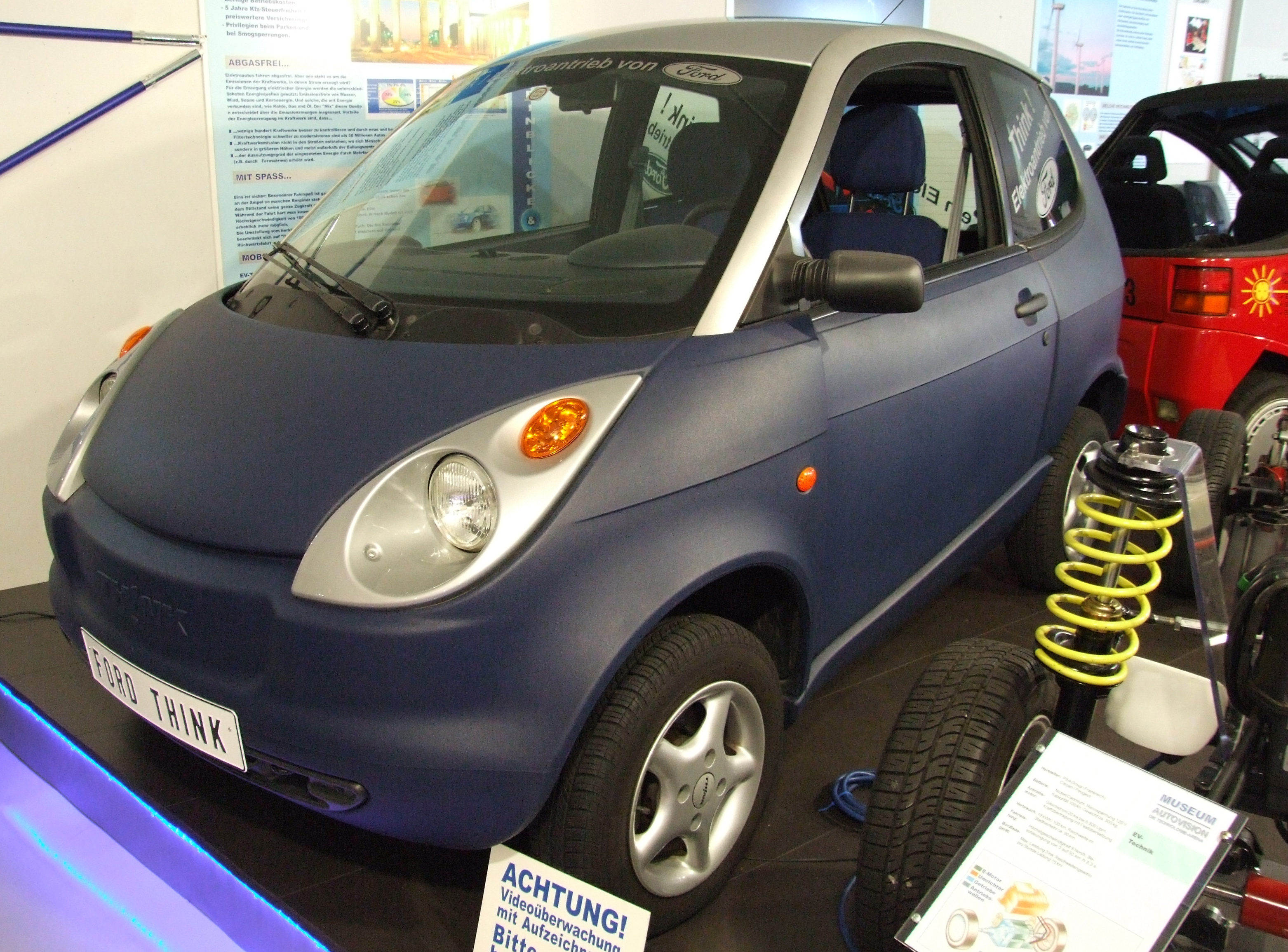
Un Ford TH!NK en el Museo Autovision.

## TH!NK City
El Think City de dos puertas podía acomodar a un conductor y un pasajero y tenía una velocidad máxima de 56 mph (90 km/h). El automóvil tenía una velocidad de aceleración de cero a 30 mph (48 km/h) en siete segundos y pesaba 2,075 libras. El modelo medía 9,8 ft (3,0 m) de largo, 5,25 ft (1,60 m) de ancho y 5,1 ft (1,6 m) de alto.

## TH!NK Neighbor

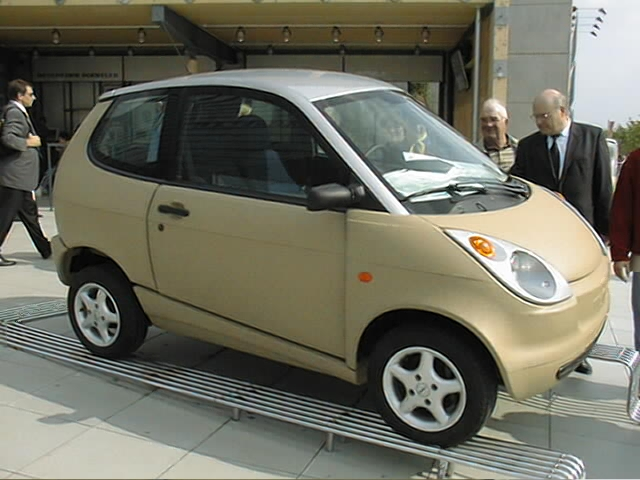
un TH!NK en la Feria de Hamburgo.

Think Neighbor fue diseñado para cumplir con la especificación NHTSA para vehículos eléctricos de vecindario. El diseño y la fabricación no estaban relacionados con Th!nk City. El Neighbor se ofreció inicialmente en dos modelos, un biplaza y un cuatro plazas, con una versión de camión utilitario para dos pasajeros que se ofreció cerca del final de la producción. El TH!NK Neighbor tenía un techo fijo sobre un recinto abierto, una cubierta de lluvia estaba disponible opcionalmente para proteger a los pasajeros de los elementos. La velocidad máxima normal se reguló a 25 mph (40 km/h) según los requisitos de la NHTSA, y también tenía un modo de Césped que establecía su velocidad máxima en 15 mph (24 km/h) para uso en campos de golf. Se diseñaron muchas opciones para su uso en el campo de golf, presentaba un portabolsas, tarjetas de puntuación, tees y pelotas, y un lavador de palos. Además había una opción de baúl para la versión de cuatro pasajeros que podía funcionar como una hielera.

## Controversia
Una controversia estalló cuando Ford decidió aplastar los autos TH!NK City fuera de arrendamiento almacenados en los EE. UU. Después de las protestas de grupos ambientalistas, incluida una manifestación de Greenpeace en el techo de las oficinas de Ford en Noruega, Ford decidió enviar el exceso de vehículos a Noruega.